# Clermontia multiflora
Clermontia multiflora är en klockväxtart som beskrevs av Wilhelm B. Hillebrand. Clermontia multiflora ingår i släktet Clermontia, och familjen klockväxter. Inga underarter finns listade i Catalogue of Life.